# La Ville et les Chiens (film)
Pour plus de détails, voir Fiche technique et Distribution.
La Ville et les Chiens (La ciudad y los perros) est un film péruvien réalisé par Francisco J. Lombardi, sorti en 1985.

## Synopsis
Quatre cadets décident de former un groupe pour tromper l'ennui à l'académie militaire.

## Fiche technique
- Titre : La Ville et les Chiens
- Titre original : La ciudad y los perros
- Réalisation : Francisco J. Lombardi
- Scénario : José Watanabe d'après le roman La Ville et les Chiens de Mario Vargas Llosa
- Musique : Enrique Iturriaga
- Photographie : Pili Flores-Guerra
- Montage : Gianfranco Annichini et Augusto Tamayo San Román
- Société de production : Inca Films
- Société de distribution : Colifilms Distribution (France)
- Pays :  Pérou
- Genre : Drame
- Durée : 135 minutes
- Dates de sortie : 
  -  Pérou : 18 juin 1985
  -  France : 28 février 1990

## Distribution
- Pablo Serra : Alberto Fernández « le Poète »
- Gustavo Bueno : le lieutenant Gamboa
- Luis Álvarez : le colonel
- Juan Manuel Ochoa : « le Jaguar »
- Eduardo Adrianzén : « l'Esclave »
- Liliana Navarro : Teresa
- Miguel Iza : Arrospide
- Aristóteles Picho : « le Boa »
- Toño Vega : El Rulos
- Isabel Duval : la tante de Teresa
- David Meléndez : Serrano Cava
- Jean Cotos : Sargento
- Pablo Briche : Vallano
- Jorge Rodríguez Paz : le général

## Distinctions
En 1985, le film a remporté le prix du meilleur réalisateur au festival international du film de Saint-Sébastien.